# Dwm
dwm, eller Dynamic Window Manager är en fönsterhanterare till X11. Namnet skrivs oftast med små bokstäver. Dwm skapades ursprungligen av den tyska mjukvarutvecklaren Anselm R. Garbe, som 2006 tog initiativet till att grunda mjukvarukollektivet Suckless.org. År 2015 registrerades gemenskapen som ideell förening (tyska: e.V., "eingetragener Verein"), som sedan dess ansvarar för utvecklingen av dwm. Garbe flyttade till Kanada 2017 men är fortfarande aktiv i organisationen.
Till utseendet är dwm mycket likt wmii och är dessutom skrivet av samma utvecklare. I användningen och koden är dwm dock mycket enklare (programkoden som är skriven i C består av cirka 2000 rader). Däremot har dwm ingen konfigurationsfil, så man måste kompilera om programmet för ändra några inställningar. Detta kan tyckas ironiskt då namnet betyder "dynamisk fönsterhanterare" på engelska. Från version 5.8.2 (2010-06-04) har dwm stöd för Xinerama, en "view" skapas för varje Xinerama-fönster.
Trots nackdelarna med dwm i förhållande till många andra fönsterhanterare passar programmet utmärkt för målgruppen, som är avancerade datoranvändare. Samtidigt är kodbasen väldigt simpel och det är relativt enkelt att ändra programmet till att passa användaren, förutsatt att denna har tidigare kunskaper om programspråket C.